# Darkside (canção)
"Darkside" é uma canção do DJ e produtor norueguês Alan Walker, gravada para o seu primeiro álbum de estúdio Different World. Conta com a participação das cantoras Au/Ra e Tomine Harket. O seu lançamento ocorreu a 27 de julho de 2018, através da Mer Musikk Recordings.

## Faixas e formatos
| Descarga digital |                                                          |         |  |
| N.º              | Título                                                   | Duração |  |
| 1.               | "Darkside" (com a participação de Au/Ra e Tomine Harket) | 3:31    |  |

## Desempenho comercial

### Posições nas tabelas musicais
| Tabela musical (2018)                             | Melhor posição |
| ------------------------------------------------- | -------------- |
| Alemanha - Single-Charts                          | 97             |
| Áustria - Ö3 Austria Top 40                       | 63             |
| Bélgica - Ultratip (Flandres)                     | 8              |
| Bélgica - Ultratip (Valónia)                      | 13             |
| Eslováquia - Singles Digitál Top 100              | 44             |
| Estados Unidos - Billboard Dance/Electronic Songs | 18             |
| Finlândia - Suomen virallinen lista               | 27             |
| Hungria - Single Top 40                           | 17             |
| Irlanda - Top 100 Singles                         | 67             |
| Letônia - Latvijas Top 40                         | 11             |
| Noruega - VG-lista                                | 1              |
| Nova Zelândia - NZ Hot Singles                    | 39             |
| Países Baixos - Mega Single Top 100               | 34             |
| Polónia - Polish Airplay Top 100                  | 8              |
| Chéquia - Singles Digitál Top 100                 | 25             |
| Suécia - Sverigetopplistan                        | 10             |
| Suíça - Schweizer Hitparade                       | 39             |